# The Galway Shawl

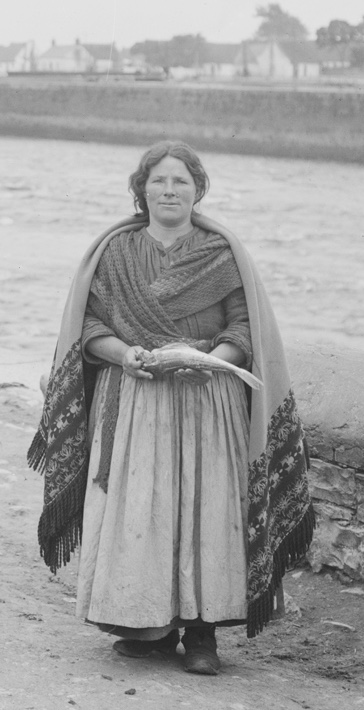
Frau mit Galway shawl in Claddagh, Galway, 1905

The Galway Shawl ist der Titel eines irischen Volks- und Liebesliedes, dessen Urheber unbekannt ist. Es wurde erstmals 1936 verzeichnet von Sam Henry in dessen Werk Songs of the People. Das Lied wurde von zahlreichen Sängern und Folkmusikgruppen in Irland sowie international aufgenommen und wird heute üblicherweise an einen Walzertakt angepasst. Es gehört damit zu den bekanntesten Balladen der irischen Volksmusik.

## Text und Musik
Bei The Galway Shawl handelt es sich um eine Ballade, die im Drei-Viertel-Takt und in der Regel in G-Dur gespielt wird. Der Refrain hat die gleiche Melodie wie die Strophen und verwendet die gleichen Akkorde.
Die beschriebene Liebesgeschichte  spielt sich im Frühling, genauer im Mai, in Oranmore in County Galway ab. Der Erzähler trifft ein Mädchen, das keinen besonderen Schmuck oder Make-up trägt, ihm jedoch durch eine Haube mit Bändern und einen Galway-Schal um die Schultern auffällt. Er begleitet das Mädchen zur Hütte ihres Vaters und das Mädchen bittet ihn, das Lied The Foggy Dew zu spielen, um ihrem Vater zu gefallen. Der Mann spielt einige Lieder und das Mädchen singt dazu, während sie Freudentränen weint. Das Lied endet allerdings damit, dass sich der Erzähler von dem Mädchen verabschieden muss, da er in die Grafschaft Donegal weiterreist. Er wird jedoch die Erinnerung an ihren Galway-Schal für immer behalten.
| Text At Oranmore in the County Galway, One pleasant evening in the month of May, I spied a damsel, she was young and handsome Her beauty fairly took my breath away. (chorus) She wore no jewels, nor costly diamonds, No paint or powder, no, none at all. But she wore a bonnet with a ribbon on it And round her shoulder was a Galway Shawl. We kept on walking, she kept on talking, ’Till her father’s cottage came into view. Says she: “Come in, sir, and meet my father, And play to please him ‘The Foggy Dew’.” She sat me down beside the fire I could see her father, he was six feet tall. And soon her mother had the kettle singing All I could think of was the Galway shawl. I played “The Blackbird” and “The Stack of Barley”, "Rodney’s Glory" and "The Foggy Dew", She sang each note like an Irish linnet. Whilst the tears stood in her eyes of blue. ’Twas early, early, all in the morning, When I hit the road for old Donegal. She said ‘Goodby, sir,’ she cried and kissed me, And my heart remained with that Galway shawl. | Text (Übersetzung) In Oranmore in der Grafschaft Galway, eines schönen Abends im Monat Mai, erblickte ich ein junges und hübsches Mädchen. Ihre Schönheit raubte mir den Atem. (Refrain) Sie trug weder Juwelen noch teure Diamanten, keine Farbe oder Puder, nein, gar nichts. Aber sie trug eine Haube mit einer Schleife darauf Und um die Schulter trug sie einen Galway-Schal. Wir liefen weiter, sie redete weiter, bis das Häuschen ihres Vaters in Sicht kam. Sagt sie: „Treten Sie ein, Sir, und lernen Sie meinen Vater kennen, und spielen Sie, um ihm zu gefallen, ‚The Foggy Dew‘.“ Sie setzte mich neben das Feuer Ich konnte ihren Vater sehen, er war 1,80 m groß. Und bald ließ ihre Mutter den Kessel singen Alles, woran ich denken konnte, war der "Galway-Schal". Ich spielte "The Blackbird" und "The Stack of Barley", "Rodney’s Glory" und "The Foggy Dew", Sie sang jede Note wie ein irischer Hänfling. Während ihr die Tränen in den blauen Augen standen. Es war früh, früh, ganz früh am Morgen, als ich mich auf den Weg nach Donegal machte. Sie sagte „Auf Wiedersehen, Sir“, sie weinte und küsste mich, Und mein Herz blieb beim Galway-Schal. |

## Hintergrund
Der Galway Shawl ist schwerer Schal mit Blumenmustern, der als Kleidungsstück von etwa 1800 bis in die 1950er Jahre vor allem in der Region um Galway populär und von Frauen vor allem bei kalter Witterung getragen wurde. Er wurde, unter anderem aufgrund der Popularisierung durch das Lied, zu einem der bekanntesten irischen Kleidungsstücke.
Das Lied wurde wahrscheinlich seit den 1880er Jahren gesungen und erstmals 1936 von Sam Henry in seinem Werk Songs of the People verzeichnet, als Quelle gab er Bridget Kealey in Dungiven an.

## Aufnahmen und Versionen
Als eines der bekanntesten und beliebtesten Volkslieder Irlands gehört The Galway Shawl zum Repertoire zahlreicher Interpreten aus dem Bereich des Irish Folk. Dabei wurde und wird es sowohl von Bands in Irland wie auch international, vor allem von irischen Bands in den Vereinigten Staaten, gespielt und aufgenommen. Die ältesten Aufnahmen reichen dabei bis in die 1950er Jahre zurück.
Die folgende Liste enthält eine Auswahl der Interpreten, von denen Aufnahmen vorliegen:
- 1956: Margaret Barry
- 1962: Carolyn Hester

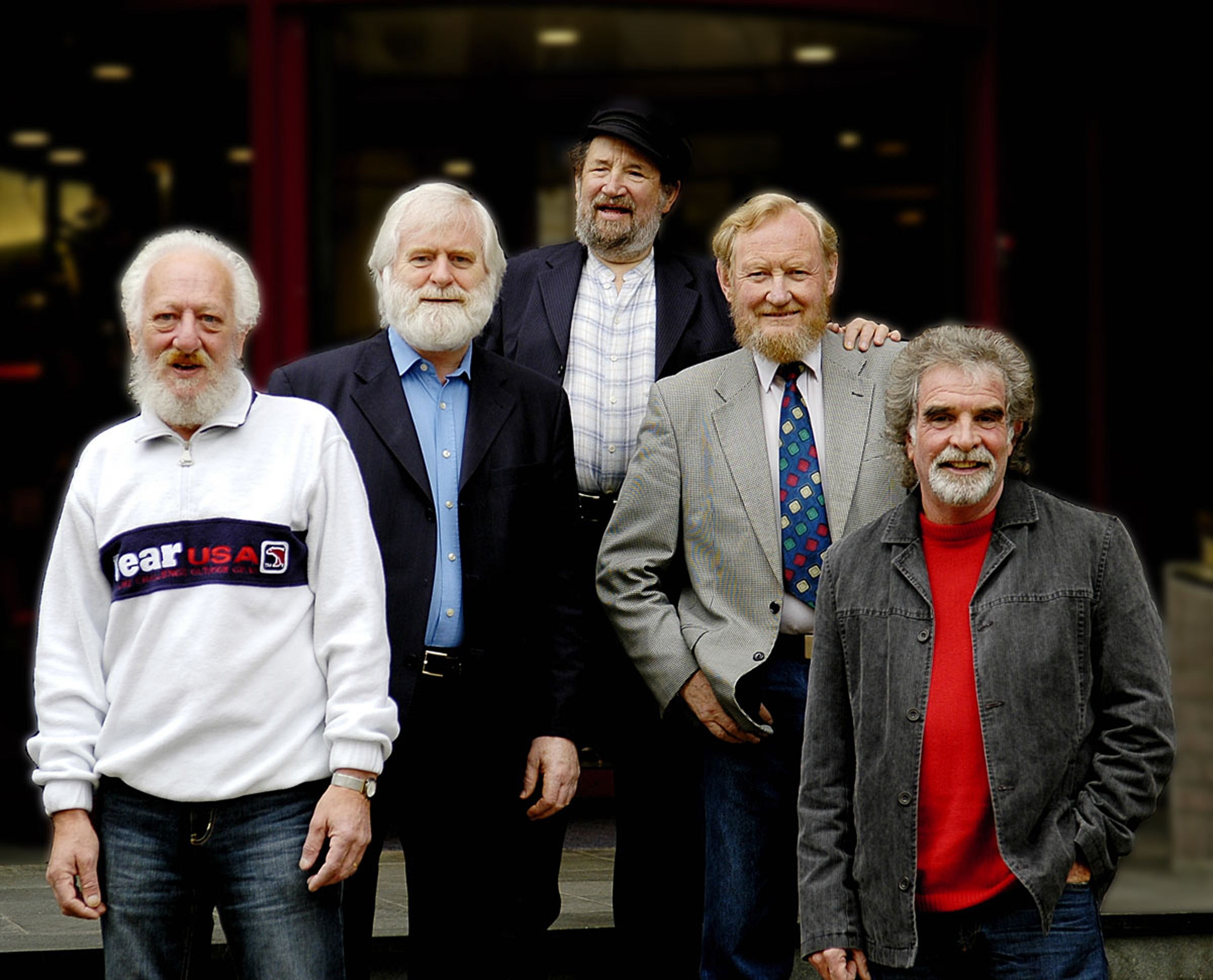
Die Version von The Dubliners gehört zu den bekanntesten Versionen des Liedes.

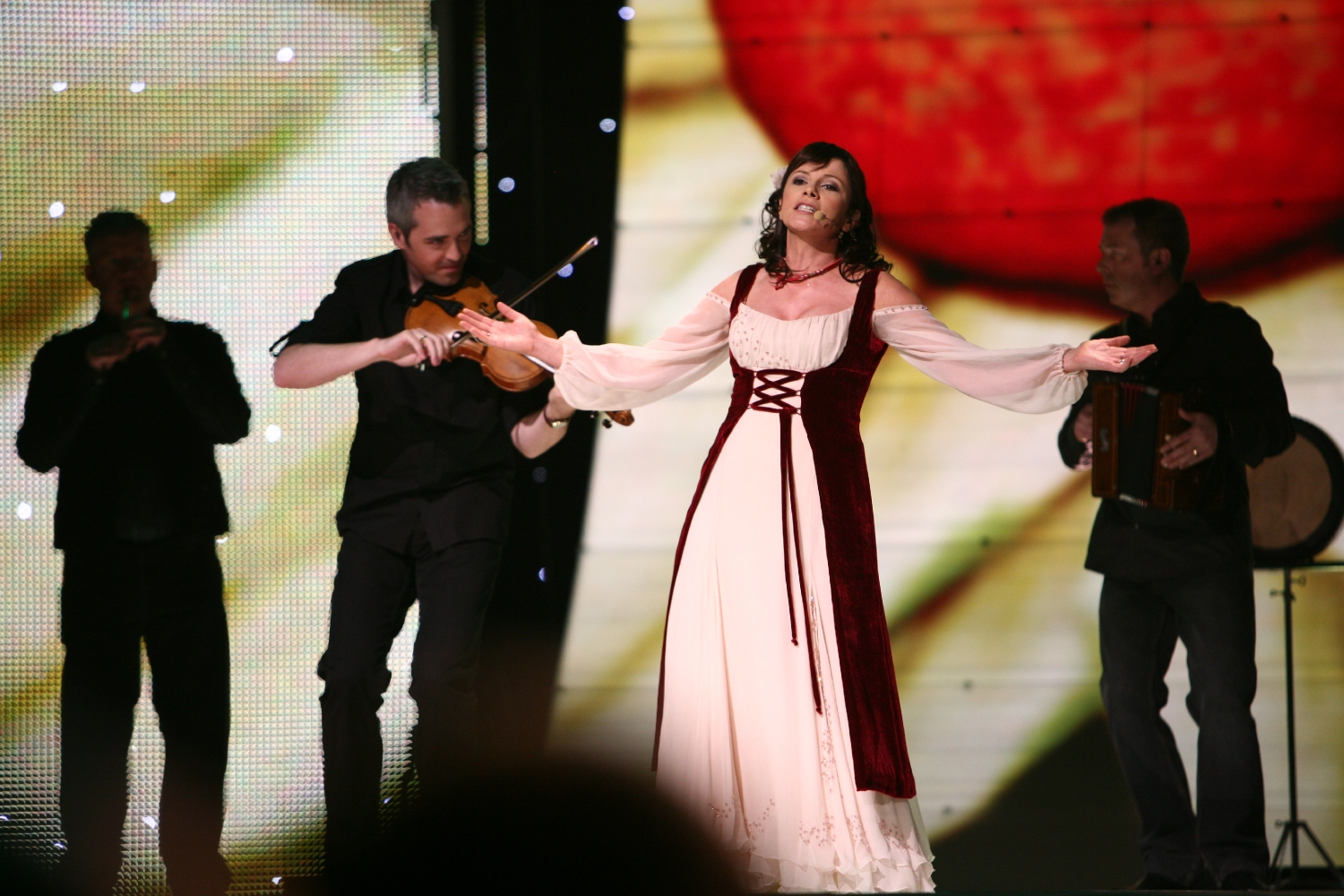
Dervish nahm das Lied 2019 gemeinsam mit Steve Earle auf.

- 1965: Margaret Barry, Michael Gorman
- 1971: Dermot O’Brien
- 1972: The Johnny McCauley Trio
- 1973: Christie Hennessy
- 1978: Johnny McEvoy
- 1982: Ryan’s Fancy
- 1989: Phil Coulter
- 1990: Brier
- 1992: The Dubliners
- 1993: Tom Donovan
- 1994: Four To The Bar
- 2000: John Wright
- 2000: Mary O’Dowd
- 2001: Andy Cooney
- 2001: Wild Mountain Thyme
- 2002: Caitlin Murtagh
- 2003: Micky Modelle
- 2004: The Poxy Boggards
- 2007: Patrick Street
- 2008: Colleen Raney
- 2008: The Shannon Singers
- 2010: Liz Madden
- 2011: Daniel O’Donnell
- 2012: Brigham Phillips, Aideen O’Brien
- 2013: George Donaldson
- 2018: Carlos Montoya
- 2018: Daoirí Farrell
- 2018: Finbar Furey
- 2018: Lisa O’Neill
- 2018: Philip Noone
- 2019: Dervish feat. Steve Earle
- 2020: The Magpies
- 2020: Áine O’Doherty
- 2020: Trail West

## Belege
1. ↑  
„Ireland and Great Britain.“ In: Jill Condra: Encyclopedia of National Dress: Traditional Clothing around the World. 2013; S. 267 (Google Books).
2. ↑  
Gale Huntington, Lani Herrmann (Hrsg.): Sam Henry’s Songs of the People. University of Georgia Press, 2010; S. 269. (Google Books).
3. 1 2  
The Galway Shawl auf cover.info; abgerufen am 9. Februar 2021.